# El Alamito Buenavista
El Alamito Buenavista o también llamado El Tronconal, es un ejido del municipio de Hermosillo ubicado en el centro del estado mexicano de Sonora. Según los datos del Censo de Población y Vivienda realizado en 2010 por el Instituto Nacional de Estadística y Geografía (INEGI), El Alamito Buenavista (El Tronconal) tiene un total de 712 habitantes.

## Geografía
El Alamito Buenavista se sitúa en las coordenadas geográficas 29°10′34″ de latitud norte y 110°51'08" de longitud oeste del meridiano de Greenwich, a una elevación de 248 metros sobre el nivel del mar.